# Khoang màng phổi
Khoang màng phổi là không gian chứa đầy chất lỏng mỏng giữa hai màng phổi (được gọi là nội tạng và thành phần) của mỗi phổi.  Một màng phổi là một màng huyết thanh mà gấp lại vào bản thân để tạo thành một hai lớp màng túi màng phổi.  Màng phổi ngoài (màng phổi) được gắn vào thành ngực, nhưng được ngăn cách với nó bởi các fascia nội mạc.  Màng phổi bên trong (màng phổi nội tạng) bao phủ phổi và các cấu trúc liền kề, bao gồm các mạch máu, phế quản và dây thần kinh.  Khoang màng phổi có thể được xem như một không gian tiềm năng vì hai màng phổi dính vào nhau (thông qua màng mỏng của chất lỏng huyết thanh) trong mọi điều kiện bình thường.  Màng phổi có thể nở ra lên tới 2,5   cm trên đường giao nhau của phần giữa và giữa của xương đòn

## Kết cấu

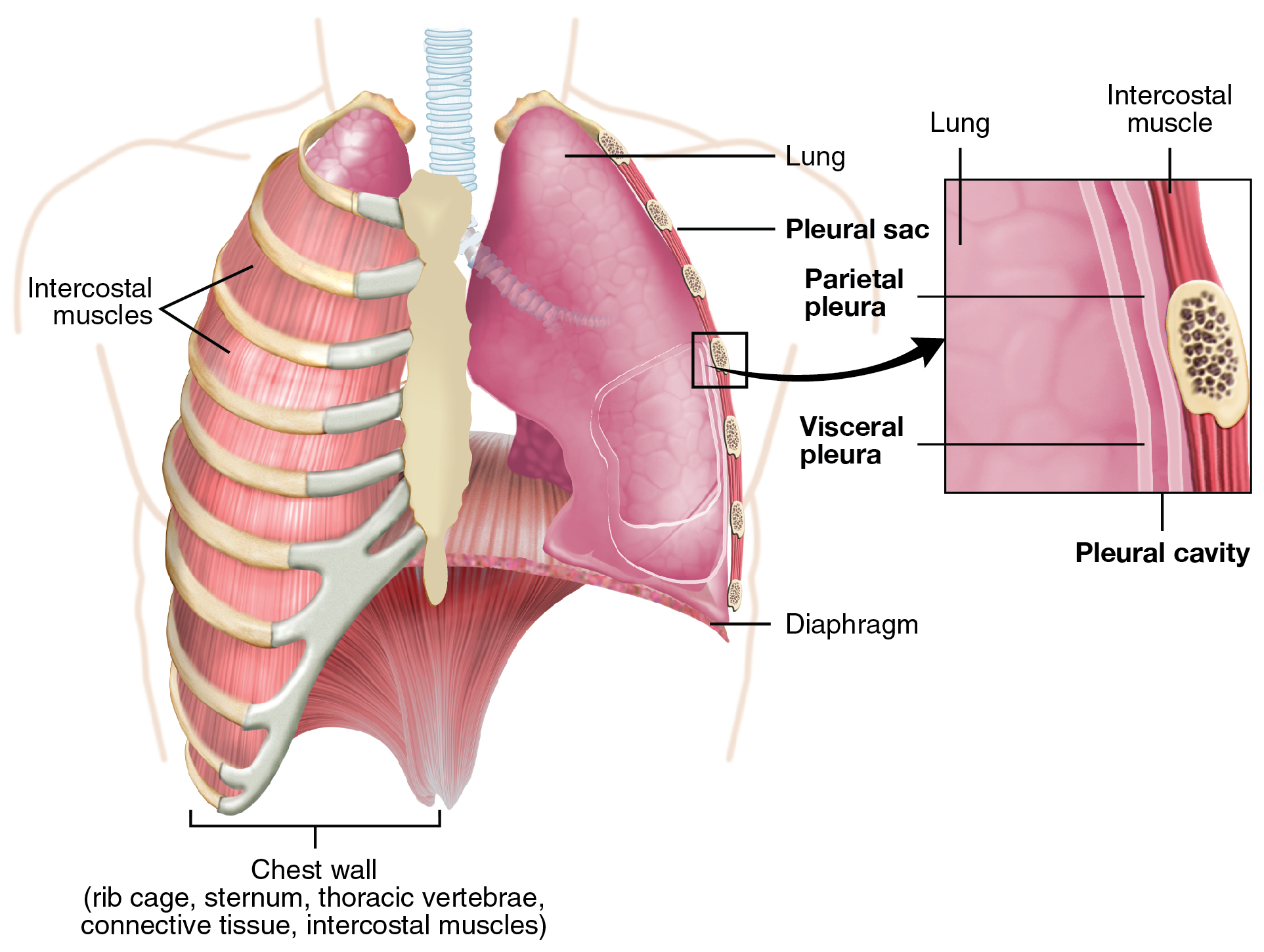
Khoang màng phổi được bao quanh bởi lồng xương sườn, và chính nó bao quanh phổi. Một lượng nhỏ chất lỏng nằm trong không gian tiềm năng giữa hai lớp màng phổi.

Ở người, không có mối liên hệ giải phẫu giữa các khoang màng phổi trái và phải.  Do đó, trong trường hợp tràn khí màng phổi, phổi kia sẽ vẫn hoạt động bình thường trừ khi có tràn khí màng phổi căng hoặc tràn khí màng phổi hai bên đồng thời, có thể làm xẹp nhu mô trái, mạch máu và phế quản.
Màng phổi nội tạng nhận được nguồn cung cấp máu từ tuần hoàn phế quản, cũng cung cấp cho phổi.  Màng phổi thành phần nhận được nguồn cung cấp máu từ các động mạch liên sườn, cũng cung cấp cho thành cơ thể bao phủ bên ngoài.